# Масюк, Михаил Семёнович
Михаил Семёнович Масюк (17 ноября 1919, Смидович, Амурский край, Российская империя — 6 марта 1986, Хабаровск, Хабаровский край, РСФСР, СССР) — советский библиотечный деятель, краевед и Заслуженный работник культуры РСФСР (1986; посмертно), участник Советско-Финской, а также Великой Отечественной войн.

## Биография
Родился 17 ноября 1919 года в Смидовичах (по неофициальным данным в 1917 году). В 1936 году поступил в МИАИ, который он окончил в 1941 году. В 1939 году ушёл добровольцем на фронт в связи с Началом Советско-Финской войны, после демобилизации вновь продолжил учёбу в институте. В 1941 году после окончания института ушёл добровольцем на фронт в связи с началом Великой Отечественной, но в 1942 году дважды был тяжело ранен и только после последнего ранения был отправлен в вынужденный отпуск на долечивание и после выздоровления вновь вернулся на фронт. Войну окончил в Мукдене, был награждён рядом орденов и медалей. После демобилизации, в 1946 году был избран директором Хабаровской краевой научной библиотеки, данную должность он занимал вплоть до 1950 года. Начиная с 1950 года начал партийную деятельность, также заведовал краевым отделом культурно-просветительской работы, занимал должность начальника краевого управления культуры, данные должности он занимал вплоть до 1955 года. В 1955 году вновь был избран директором Хабаровской краевой научной библиотеки, данную должность он занимал вплоть до 1980 года, одновременно с этим начиная с 1958 года заведовал учебно-консультационными пунктами ЛГИКа и ВСГИКа. Благодаря его заслугам, Хабаровская краевая научная библиотека превратилась из обычной краевой библиотеки в крупнейшее научно-информационное учреждение Дальнего Востока и головное учреждение для всех библиотек данного субъекта. Он вложил огромный вклад в совершенствование структуры библиотеки, а также внедрение новых технологий, научных принципов формирования библиотечных фондов и каталогов, а также определения места библиотеки в системе НТИ.
Скончался 6 марта 1986 года в Хабаровске.

## Научные работы
Основные научные работы посвящены краеведению. Автор ряда научных работ.

## Членство в обществах
- Член Хабаровского отделения Географического общества СССР.